# قائمة أمريكيون يحملون ألقاب نبيلة من دول أخرى
هذه قائمة مواطنين أمريكيين يحملون ألقاب النبلاء من دول أخرى. لا يتم منح ألقاب النبلاء من قبل الولايات المتحدة نفسها تحت عنوان بند ألقاب النبلاء في الدستور.
بند المكافآت الأجنبية هو بند في المادة الأولى ، القسم 9 ، البند 8 من دستور الولايات المتحدة ، الذي يحظر على الحكومة الفيدرالية منح ألقاب النبالة ، ويقيد أعضاء الحكومة الفيدرالية من تلقي الهدايا والمكافآت والمكاتب أو ألقاب من دول وملكيات أجنبية دون موافقة كونغرس الولايات المتحدة. يُعرف أيضًا باسم بند ألقاب النبلاء ، وقد تم تصميمه لحماية المسؤولين الفيدراليين في الولايات المتحدة من ما يسمى بـ «التأثيرات الأجنبية المفسدة».

## أميرات
- أليس هاين.
- أريانا أوستن ماكونين.[1][2] زوجة الأمير جويل داويت ماكونين ، حفيد الإمبراطور هيلا سيلاسي الأول.
- غريس كيلي ، زوجة أمير موناكو رينيه الثالث.
- سارة كولبيرسون.

## دوقات
- واليس سيمبسون ، دوقة وندسور
- ميغان ، دوقة ساسكس
- ساشا هاميلتون ، دوقة أبيركورن
- آنا قاولد
- أليس هاين
- كونسيويلو فاندربلت ، دوقة مارلبورو

## نبلاء
المواطنون الأمريكيون الذين أصبحوا نبلاء بالميراث أو بالمنح .
- جون جاكوب أستور ، بارون أستور الأول من هيفر
- والدورف أستور ، فيكونت أستور الثاني
- ويليام والدورف أستور
- ألبرت فيرفاكس ، اللورد فيرفاكس الثاني عشر من كاميرون
- بريان فيرفاكس ، اللورد فيرفاكس الثامن من كاميرون
- تشارلز إس. فيرفاكس
- جون فيرفاكس ، اللورد فيرفاكس الحادي عشر من كاميرون
- توماس فيرفاكس ، اللورد فيرفاكس التاسع من كاميرون
- إيربان هتلستون بروتون ، بارون فيرهافن الأول
- كريستوفر غيست
- جون كوبلي ، بارون ليندهيرست الأول
- توماس شونيسي ، البارون الأول شوغانسي
- جوانا شيلدز ، بارونة شيلدز

## نبلاء آخر
- ليدي راندولف تشرشل
- ليدي تينيسي سيليست كلافلين، فيكونتيسة مونتسيرات
- غريس كرزون، ماركونية كرزون من كيدلستون
- ماري كرزون، بارونة كرزون من كيدلستون
- كلارا لونغوورث دي شامبرون
- هيلين بيريسفورد ، بارونة ديسيز
- إليز، كونتيسة إيدلا
- أديل كابيل ، كونتيسة إسكس
- بول إلينسكي
- سيسي باترسون
- غلاديس فاندربيلت سيشيني
- إليزابيث بيرز كيرتس
- أليس كورنيليا ثو
- بنيامين طومسون
- ميدورا دي فالومبروسا ، ماركيز دي موريس
- ماريان ويليسلي ، مارشونة ويليسلي
- بولين باين ويتني
- ماي يوهي
- هنري هاثاوي ، ولد مركيز هنري ليوبولد دي فين
- مونيكا فون نيومان